# Lemeși, Kozeleț
Lemeși (în ucraineană Лемеші) este localitatea de reședință a comunei Lemeși din raionul Kozeleț, regiunea Cernihiv, Ucraina.

## Demografie
Componența lingvistică a localității Lemeși
     Ucraineană (96,95%)
     Rusă (2,89%)
     Alte limbi (0,16%)
Conform recensământului din 2001, majoritatea populației localității Lemeși era vorbitoare de ucraineană (96,95%), existând în minoritate și vorbitori de rusă (2,89%).